# Yohann Pelé
Yohann Pelé (ur. 4 listopada 1982 w Brou-sur-Chantereine) – francuski bramkarz.

## Kariera klubowa
Pelé jest związany z klubem z Le Mans od początków swojej kariery. Zadebiutował meczem drugiej ligi francuskiej we wrześniu 2002 przeciwko FC Istres. W sezonie 2004/2005 został już podstawowym bramkarzem klubu, z którym awansował do Ligue 1 zajmując miejsce ówczesnego bramkarza, Willy'ego Grondina, z pierwszego składu.
| Sezon   | Klub                   | Kraj    | Rozgrywki  | Mecze | Bramki | Rozgrywki Europy   | Mecze | Bramki |
| ------- | ---------------------- | ------- | ---------- | ----- | ------ | ------------------ | ----- | ------ |
| 2001/02 | FC Le Mans             | Francja | Division 2 | 0     | 0      | -                  | -     | -      |
| 2002/03 | FC Le Mans             | Francja | Ligue 2    | 2     | 0      | -                  | -     | -      |
| 2003/04 | FC Le Mans             | Francja | Ligue 1    | 10    | 0      | -                  | -     | -      |
| 2004/05 | FC Le Mans             | Francja | Ligue 2    | 24    | 0      | -                  | -     | -      |
| 2005/06 | FC Le Mans             | Francja | Ligue 2    | 36    | 0      | -                  | -     | -      |
| 2006/07 | FC Le Mans             | Francja | National   | 29    | 0      | -                  | -     | -      |
| 2007/08 | FC Le Mans             | Francja | Ligue 1    | 31    | 0      | -                  | -     | -      |
| 2008/09 | FC Le Mans             | Francja | Ligue 1    | 32    | 0      | -                  | -     | -      |
| 2009/10 | Toulouse FC            | Francja | Ligue 2    | 18    | 0      | Liga Mistrzów UEFA | 4     | 0      |
| 2010/11 | Toulouse FC            | Francja | Ligue 2    | 0     | 0      | -                  | -     | -      |
| 2011/12 | Toulouse FC            | Francja | Ligue 1    | 0     | 0      | -                  | -     | -      |
| 2013/14 | FC Sochaux-Montbéliard | Francja | Ligue 1    | 15    | 0      | -                  | -     | -      |
| 2014/15 | FC Sochaux-Montbéliard | Francja | Ligue 2    | 34    | 0      | -                  | -     | -      |
| 2015/16 | Olympique Marsylia     | Francja | Ligue 1    | 2     | 0      | -                  | -     | -      |
| 2016/17 | Olympique Marsylia     | Francja | Ligue 1    | 38    | 0      | -                  | -     | -      |
| 2017/18 | Olympique Marsylia     | Francja | Ligue 1    | 10    | 0      | Liga Europy UEFA   | 7     | 0      |
| 2018/19 | Olympique Marsylia     | Francja | Ligue 1    | 9     | 0      | Liga Europy UEFA   | 4     | 0      |
| 2019/20 | Olympique Marsylia     | Francja | Ligue 1    | 2     | 0      | -                  | -     | -      |

Stan na: 14 marca 2020 r.

## Kariera reprezentacyjna
Sezon 2005/2006 był dla niego przełomowy. Mówiono o jego przyszłym debiucie w reprezentacji, czy zainteresowaniu jego osobą włodarzy Arsenalu Londyn. Ostatecznie nie doszło do żadnego z tych założeń. 29 czerwca 2009 roku Pelé został zawodnikiem Toulouse FC.

## Życie prywatne
Jego brat, Steven, również jest piłkarzem.